# Kosta Runjaić
Kosta Runjaić (Bécs, Ausztria, 1971. június 4. –) német labdarúgó, edző, az olasz Udinese vezetőedzője.

## Játékosként
Runjaić játékosként nem futott be nagy pályafutást. A Türk Gücü Rüsselsheimben nevelkedett, majd az FSV Frankfurt játékosa lett. Ez volt pályafutása egyetlen csapata.

## Edzőként
Runjaić 2004-ben kezdett edzősködni. Először az 1. FC Kaiserslautern II csapatát edzette. 2007-ben jöhettett az újabb kihívás, egy másik tartalékcsapat, az SV Wehen Wiesbaden II irányítása. 2010-ben lett az SV Darmstadt 98 menedzsere, itt két évet töltött. 2012-ben Oliver Reck utódjaként kezdett az MSV Duisburgnál dolgozni, itt együtt dolgozhatott Lázok Jánossal, aki ebben az időben a csapat labdarúgója volt. 2013-ban az 1. FC Kaiserslautern edzőjeként Franco Foda örökébe lépett.